# Лусаил
Лусаил (на арабски: لوسيل) е вторият по големина град в Катар, разположен на брега, в южната част на община Ал Даайен. Намира се на около 23 километра северно от центъра на град Доха върху над 38 квадратни километра и ще има инфраструктура за настаняване на 450 000 души.
От тези 450 000 души се изчислява, че 250 000 или по-малко ще бъдат постоянни жители, 190 000 ще бъдат офис служители и 60 000 ще бъдат работници на дребно.
Предвижда се да има яхтени пристанища, жилищни райони, островни курорти, търговски райони, луксозни търговски и развлекателни съоръжения, голф игрища, изкуствени острови и няколко развлекателни района. Строителството все още продължава. Извършва се от контролирания от държавата разработчик Qatari Diar заедно с Parsons Corporation и Dorsch-Gruppe.
Едно от местата за провеждане на Световното първенство по футбол през 2022 г. е емблематичният стадион „Лусаил“. Място и на състезателната писта за Формула 1 и първото Гран При на Катар се провежда тук през 2021 г.

## История
Плановете за развитие на Лусаил са обявени за първи път през 2005 г. След резолюция на правителството през 2002 г., Лусаил заедно с предградията му Ал Харайдж и Джабал Туайлеб стават първите райони на Катар, където чужденците могат да притежават недвижими имоти. През декември 2013 г. Qatari Diar обявява, че повече от 80% от парцелите в Лусаил са продадени. През април 2018 г. е посочено, че над 80% от инфраструктурните проекти на града са завършени.

## География
Границите на града минават от Персийския залив на изток, до крайбрежния път Ал Кор на запад и на около 7 км северно от хотел Ritz Carlton в Доха. В границите на града не е включен районът на Ал Егла, който е домакин на голф клуба в Доха.
Две близки селища на юг от Лусаил, са включени като самостоятелни райони. По време на стартирането на проекта тези места не са населени. Единствените структури в района преди разработката са станция Ooredoo, циментова фабрика и три ферми, една от които все още се използва. На север от града има редица изоставени рибарски селища.
Качеството на подземните води в района е лошо. На границата на града с Персийския залив котата на подземните води е 1 метър над морското равнище и тече от изток на запад. Нивата на соленост са най-високи от източната страна, при 40 ppt, в сравнение с ниските 18 ppt в западната част; тези нива са твърде високи за консумация или използване в селското стопанство. Поради високата соленост на подпочвените води в тази област растат само устойчиви на сол и суша растения. Географско проучване установява 25 вида растения в границите на града; всички те се срещат изобилно на други места на полуострова.
С изключение на кучета и камили, отглеждани в местна ферма, по време на първоначалната оценка на въздействието върху околната среда в района не са регистрирани бозайници. Открити са няколко вида змии и гущери, включително шипоопашатия гущер, който е често срещан в Катар. Установено е, че в района се срещат девет вида птици, особено в неговите кални полета.

## Спорт
Емблематичният стадион „Лусаил“, с капацитет над 80 000 души, ще бъде домакин на финала на Световното първенство по футбол през 2022 г. Дизайнът на стадиона е вдъхновен от платното на традиционен дау, тъй като градът е разположен на север от Доха на източното крайбрежие, което е историческа фокусна точка на плавателни съдове за перли. След Световното първенство по футбол, стадионът ще бъде използван за домакин на други спортни и културни събития. Архитекти са MANICA Architecture и Foster and Partners.
Lusail Sports Arena е друго спортно съоръжение в града и е домакин на мачове от Световното първенство по хандбал за мъже през 2015 г. Построен на цена от 318 милиона долара, той има капацитет от 15 300 зрители и отваря врати през 2012 г.
Разположена точно извън града е международната писта Лусаил, която е домакин на мотоциклетното Гран При на Катар всяка година от 2004 г. насам. От 2007 г. това е откриването на световния шампионат MotoGP, а през 2008 г. на съоръжението са монтирани прожектори, което го прави единственото състезание в календара, което ще се провежда през нощта. През ноември 2021 г. пистата е домакин и на първата Гран при на Катар във Формула 1 като заместител на отменената Гран при на Австралия. Първият Qatari Diar Triathlon се провежда през пролетта на 2019 г. в Lusail City-Marina Promenade. Събитието предоставя на участниците и зрителите възможност да видят наличните удобства в Лусаил.

## Индустрия
Многобройни несвързани с енергетиката компании също са със седалище в Лусаил. Хотелски оператор и разработчик Katara Hospitality е базиран в града, както и Qatari Diar Real Estate Investment Company и нейните дъщерни дружества, като Lusail Real Estate Development Company и компанията за комунални услуги Marafeq Qatar. Qatari Diar е отговорен за стартирането на проекта за развитие на града през 2005 г.
Индустриалната зона е дом на много строителни компании. В зоната на завода за дозиране на готови смеси два завода се поддържат от Qatar Alpha Beton Ready Mix, един завод се поддържа от SMEET, REDCO притежава завод за готови смеси, Qatar Concrete разполага с 1 завод, а HBK ReMIX управлява фабрика за готови смеси.

## Образование
Като част от генералния план на Лусаил, градът трябва да има 36 училища с капацитет за 26 000 ученици. Повече от 75 000 m² вече са запазени за училищни сгради от Lusail City Real Estate Development Company; тези училища са пуснати в експлоатация до 2019 г.

## Инфраструктура

### Комунални услуги
Мрежа от газопроводи ще транспортира синтетичен природен газ (SNG) до града. Разпределен от газопровод с дължина над 150 km², до 28 000 m3/час природен газ ще се захранва. SNG системата е разработена като част от съвместно предприятие между Националната газова компания на Оман и катарската компания Petro Serv Limited. По отношение на електроцентралите ще бъдат изградени подстанции 66 kV и 11 kV. Последните ще бъдат изградени под земята в специализирани съоръжения. Части от подстанциите 66 kV, свързващи континенталната част на Лусаил с островите Qetaifan, се планира да бъдат разположени под морското дъно и да преминават през комунални тунели.

### Зелени пространства
Многобройни обществени паркове се помещават в кварталите на Лусаил. В квартал Фокс Хилс, например, има 33 парка, които осигуряват около 10,3 хектара зелени площи. Един от най-големите паркове се нарича Crescent Parks. Този парк включва гориста зона, зоологическа градина с жирафи, детски площадки, водни съоръжения, велосипедни алеи, павилиони, паметници и няколко спортни игрища. Освен това има няколко малки до средни паркове, известни като джобни градини, които съдържат по-малко съоръжения от парковете. 18 от тях, разположени в квартал Марина, заемат общо пространство от повече от 26 000 m². Също така в квартал Марина има около 3 км алеи по крайбрежието.

### Транспорт
Транспортът се улеснява от шест главни пътя, които се свързват с Доха на юг, свързват се с магистрала Лусаил на изток и север и се свързват с магистрала Ал Кор на запад.
Червената линия на метрото в Доха минава през Лусаил, осигурявайки на жителите му удобен достъп до Доха и Уакра. Станция е отворена за обществеността на 10 декември 2019 г. заедно с три други станции на Червената линия, повече от шест месеца след откриването на първите 13 станции на линията. Намира се на крайбрежния път Ал Кор и е северната крайна спирка на Червената линия.
M145, който обслужва фестивалния град Доха в община Ум Салал.

### Жилище и настаняване
След като бъде напълно завършен, Лусаил се очаква да приюти 250 000 жители. Бъдещото развитие ще доведе до увеличаване на този капацитет до 450 000. В момента в града има 22 работещи или в процес на изграждане хотела.
Katara Hospitality заявява, че ще построи луксозен курорт, състоящ се от аквапарк и четиризвезден хотел на северния остров Qetaifan през октомври 2017 г. Друг проект на Katara Hospitality, „Katara Towers“, стартира през октомври 2012 г. на цена от 2,2 милиарда. Оборудван с два хотела, апартаменти от висок клас и други съоръжения, проектът е спрян скоро след това. От компанията разкриват, че са подновили проекта през август 2017 г. и очакват датата на завършване през 2020 г.